# Amastus hannemanni
Amastus hannemanni är en fjärilsart som beskrevs av Watson och Goodger 1986. Amastus hannemanni ingår i släktet Amastus och familjen björnspinnare. Inga underarter finns listade i Catalogue of Life.